# 普萊森頓 (堪薩斯州)
普萊森頓（英語：Pleasanton）是一個位於美國堪薩斯州林縣的城市。

## 地方資料
根據2020年美國人口普查的數據，普萊森頓的面積為6.05平方千米，當中陸地面積為5.39平方千米，而水域面積為0.66平方千米。當地共有人口1208人，而人口密度為每平方千米199.67人。